# Evince
Evince (произносится [и-ви́нс], от англ. evince — ясно показывать, делать очевидным) — приложение просмотра документов (просмотрщик), призванный заменить множество приложений одним простым, но функциональным. Evince разрабатывается в рамках проекта GNOME — официальной среды рабочего стола проекта GNU, но может использоваться и в других средах (например, KDE).
В состав GNOME Evince входит с момента выхода версии GNOME 2.12 7 сентября 2005 года.

## Поддерживаемые форматы документов
Evince поддерживает ряд форматов документов, в том числе:
Встроенная поддержка
- PDF — с помощью Poppler.
- DjVu — с помощью DjVuLibre.
- PostScript — с помощью libspectre.
- TIFF — с помощью LibTIFF
- DVI.

Для форматов PDF и DVI Evince поддерживает операции выделения фрагментов и копирования их в буфер обмена.
Опциональная поддержка
- Презентации Impress.
- Comics (например .cbr).
- Изображения (нуждается в доработке).

Планируется поддержка презентаций Microsoft PowerPoint.

## Возможности
- Поиск — отображается количество найденных совпадений и подсвечиваются результаты поиска на странице.
- Миниатюры страниц — Миниатюры облегчают навигацию при просмотре документов большого объёма.
- Индексы документа — Когда информация о индексах включена в документ формата PDF, Evince показывает её в формате дерева.
- Печать документа — Используя фреймворк GNOME/GTK может быть напечатан любой документ, который Evince сможет открыть.
- Просмотр зашифрованных документов — Evince может открывать зашифрованные документы формата PDF и извлекать из них текст.

Evince написан на языке Си с небольшими фрагментами на C++ для связи с библиотекой отображения PDF-документов Poppler. В рамках проекта перевода GNOME приложение Evince переведено на ряд языков, в том числе и русский.

## История
Разработка Evince началась в декабре 2004 года как форк Gpdf. В дальнейшем в Evince была добавлена возможность просмотра документов формата PostScript. В результате разработка Gpdf и GGV — Postscript-просмотрщика для GNOME была прекращена. Форк Evince для платформы MATE называется Atril.

## Разработчики
По состоянию на сентябрь 2009 года в команду разработчиков входят следующие люди:
- Bryan Clark
- Carlos García Campos
- David Malcolm
- James Bowes
- Jonathan Blandford
- Kristian Høgsberg
- Martin Kretzschmar
- Nickolay V. Shmyrev